# Lewobele (Lewo Lema)
Lewobele is een bestuurslaag in het regentschap Flores Timur van de provincie Oost-Nusa Tenggara, Indonesië. Lewobele telt 355 inwoners (volkstelling 2010).